# Nagelfluhkette
La Nagelfluhkette es una cadena montañosa que se encuentra en Baviera, Alemania y Vorarlberg, Austria. Alcanza un máximo de 1834 m sobre el nivel del mar y limita con el extremo norte de los Alpes de Allgäu. Su nombre deriva del tipo de roca Nagelfluh (conglomerado). En la literatura más antigua y en la geológica, así como en la lengua vernácula local, también se encuentra el término Hochgratkette. 
El geotopo Nagelfluhkette es el objeto más extenso (y homónimo) del parque natural de Nagelfluhkette, que se estableció el 1 de enero de 2008.

## Ubicación
El Nagelfluhkette se extiende por la parte occidental de los Alpes de Allgäu, al oeste del Illertal, donde se encuentran las ciudades bávaras de Sonthofen e Immenstadt. En medio de estas ciudades se localiza Blaichach: desde allí, la cordillera se extiende unos 20 km en dirección oeste-suroeste hasta Hittisau de Vorarlberg. La frontera entre Alemania y Austria se extiende entre Hohenfluhalpkopf y Hochhäderich (Hoher Häderich) por la cordillera.
La Nagelfluhkette es una de las últimas elevaciones más altas de los Alpes, antes de que más al norte colinde con las estribaciones alpinas del Allgäu. En el norte se encuentra el valle del Weißach que discurre hacia el oeste, en el sureste, el Hörnergruppe se eleva más allá del valle del noreste por el que discurre el Aubach. Hacia el este se encuentra la B 19 en el recorrido  "Sonthofen-Blaichach-Immenstadt". 

## Parque natural de Nagelfluhkette
El parque natural de Nagelfluhkette es el primer parque natural transfronterizo entre Alemania y Austria y, por lo tanto, representa un proyecto piloto internacional. Fue establecido el 1 de enero de 2008. 
Los objetivos prioritarios son la protección, cuidado y desarrollo de la naturaleza y el paisaje. Constituye el primer parque natural de Baviera en los Alpes: el parque natural es un instrumento de protección relativamente débil, que sirve principalmente unir  la conservación de la naturaleza con el turismo local, y se encuentra principalmente en el Bosque Bávaro, no en la mejor desarrollada zona alpina. En Vorarlberg, a diferencia de otros estados federales de Austria, un parque natural no es una categoría de área legal protegida. El parque natural Nagefluhkette es un compromiso voluntario de las comunidades del parque natural. Por lo tanto, el parque (a partir del 5/2011) no es miembro de la Asociación de Parques Naturales de Austria (VNÖ).

### Tamaño y comunidades participantes.
El parque natural de Nagelfluhkette cubre 24,700 hectáreas en el distrito de Oberallgäu y 16,300 hectáreas en la adyacente Bregenzerwald, por lo que suman un total de aproximadamente 410 kilómetros cuadrados. Seis comunidades de Oberallgäu y ocho comunidades de Vorarlberg se unieron en este proyecto:
- Alemania: Balderschwang, Blaichach, Bolsterlang, Fischen, Immenstadt, Oberstaufen, Obermaiselstein
- Austria: Doren, Hittisau, Krumbach, Langenegg, Lingenau, Riefensberg, Sibratsgfäll, Sulzberg

### Administración
La administración del parque natural ("Naturpark Nagelfluhkette e. V. ") tiene su sede en Bühl am Alpsee, un distrito de Immenstadt. En el lado austriaco, el parque natural está administrado por las oficinas municipales.

## Turismo
La cadena Nagelfluhkette está flanqueada por cordilleras más bajas al norte y al sur y, por lo tanto, ofrece una excelente vista en casi todas las direcciones. Hay ferrocarriles de montaña que funcionan todo el año en Mittagberg (Mittagbahn) y Hochgrat (Hochgratbahn), cada uno con un restaurante de montaña.   

## Montañas
La montaña más alta del Nagelfluhkette es el Hochgrat con una altura de 1,834 m.
| Nombre                        | País               | Altura  | Características distintivas             |
| ----------------------------- | ------------------ | ------- | --------------------------------------- |
| Mittagberg (Mittag)           | Alemania           | 1,451 m | Telesilla doble "Mittagbahn"            |
| Bärenköpfle                   | Alemania           | 1,463 m |                                         |
| Steineberg                    | Alemania           | 1,683 m |                                         |
| Steinköpfle                   | Alemania           | 1,669 m |                                         |
| Stuiben                       | Alemania           | 1,749 m |                                         |
| Sedererstuiben                | Alemania           | 1,737 m |                                         |
| Buralpkopf                    | Alemania           | 1,772 m |                                         |
| Gündleskopf                   | Alemania           | 1,748 m |                                         |
| Rindalphorn                   | Alemania           | 1,822 m |                                         |
| Gelchenwanger Kopf            | Alemania           | 1,805 m |                                         |
| Hochgrat                      | Alemania           | 1,834 m | Hochgratbahn, Csa Staufner              |
| Seelekopf                     | Alemania           | 1,663 m |                                         |
| Hohenfluhalpkopf              | Alemania / Austria | 1,636 m |                                         |
| Eineguntkopf / Rohnehöhe      | Alemania / Austria | 1,641 m |                                         |
| Falken (köpfe)                | Alemania / Austria | 1,564 m | Refugio "Falkenhütte" (ca. 1450 metros) |
| Hochhäderich (Hoher Häderich) | Alemania / Austria | 1,565 m | Arrastre de elevación                   |